# Chinguar
Chinguar és un municipi de la província de Bié. Té una extensió de 3.054 km² i 117.470 habitants. Comprèn les comunes de Chinguar, Kangote i Kutato. Limita al nord amb els municipis de Cunhinga i Bailundo, a l'est amb els municipis de Kuito, al sud amb el municipi de Chitembo i a l'oest amb el municipi de Catchiungo.

## Història
Va ser fundada el 1810 pels portuguesos des d'Embala Tchiundo (ara Catchiungo, província de Huambo). Després de l'arribada del Caminho de Ferro de Benguela a principis del segle xx, la ciutat va experimentar un cert desenvolupament. Després de la independència d'Angola el 1975 va esclatar la guerra civil angolesa que va hi va provocar una forta destrucció. Des del final de la guerra civil el 2002 ha experimentat un important desenvolupament.

## Personatges
- Mateus Feliciano Augusto Tomás (1958–2010), Bisbe de Namibe